# Joseph Victor Adamec

Bischofswappen

Joseph Victor Adamec (* 13. August 1935 in Bannister, Gratiot County, Michigan; † 20. März 2019 in Hollidaysburg, Pennsylvania) war ein US-amerikanischer Geistlicher und römisch-katholischer Bischof von Altoona-Johnstown.

## Leben
Der Sohn eines aus der Slowakei eingewanderten Bergarbeiters studierte zunächst zwei Jahre Journalistik und Fremdsprachen an der Michigan State University. Begegnungen mit dem späten Kurienkardinal Jozef Tomko gaben den Anstoß für die Entscheidung, Priester zu werden. Er studierte am Päpstlichen Collegium Nepomucenum in Rom und erwarb an der Päpstlichen Lateranuniversität das Lizenziat in Theologie.
Der Weihbischof in Rom, Luigi Kardinal Traglia, weihte ihn am 3. Juli 1960 zum Priester für das slowakische Bistum Nitra, die frühere Heimatdiözese seiner Eltern.
Nach der Rückkehr in die Vereinigten Staaten war er in seiner Heimatdiözese Saginaw tätig, wo er unter anderem Bischöflicher Sekretär und Zeremoniar und später Cancellarius curiae war. 1977 wurde Adamec Pfarrer und Schulseelsorger in Bay City.
Die Vereinigung der Slowakischen Katholiken in den USA (Slovak Catholic Federation) wählte ihn 1971 zu ihrem Präsidenten, ein Amt, das er 17 Jahre lang ausübte. Darüber hinaus war er Mitglied der Slowakischen Liga von Amerika (Slovak League of America) und der Kolumbusritter.
1980 zeichnete Papst Johannes Paul II. Adamec mit der Medaille Pro Ecclesia et Pontifice aus und verlieh ihm 1985 den Ehrentitel eines Päpstlichen Ehrenprälaten
Papst Johannes Paul II. ernannte ihn am 12. März 1987 zum Bischof von Altoona-Johnstown. Der Kardinalpräfekt der Kongregation für die Evangelisierung der Völker, Jozef Tomko, spendete ihm am 20. Mai desselben Jahres die Bischofsweihe; Mitkonsekratoren waren James John Hogan, emeritierter Bischof von Altoona-Johnstown, und Francis Frederick Reh, emeritierter Bischof von Saginaw.
Am 14. Januar 2011 nahm Papst Benedikt XVI. sein aus Altersgründen vorgebrachtes Rücktrittsgesuch an.